# Paraopeba
Paraopeba est une municipalité brésilienne de l'État du Minas Gerais et la microrégion de Sete Lagoas. Elle comporte la forêt nationale éponyme.